# Dorfkirche Oberseifersdorf

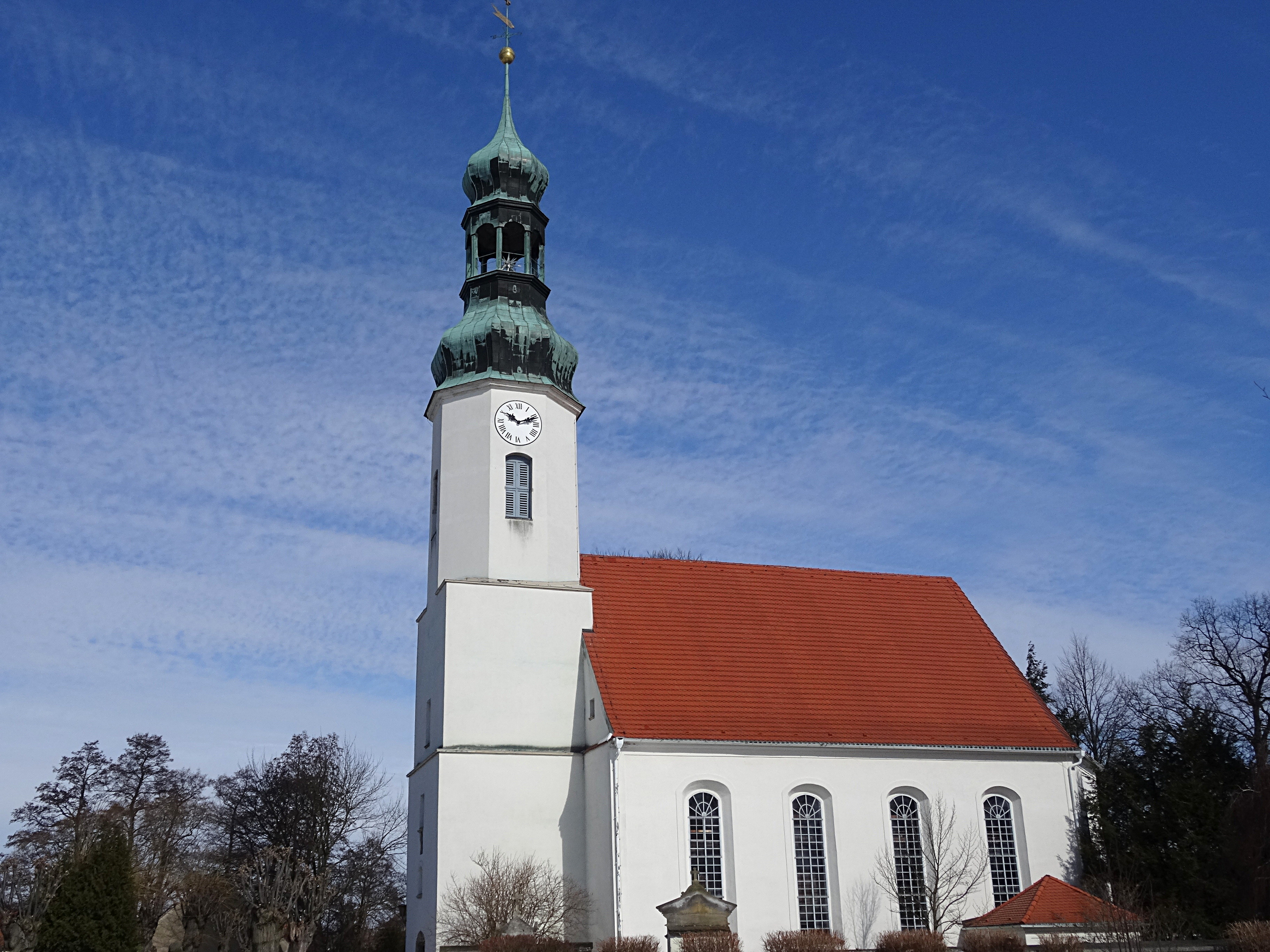
Dorfkirche Oberseifersdorf

Panorama-Aufnahme des Innenraums

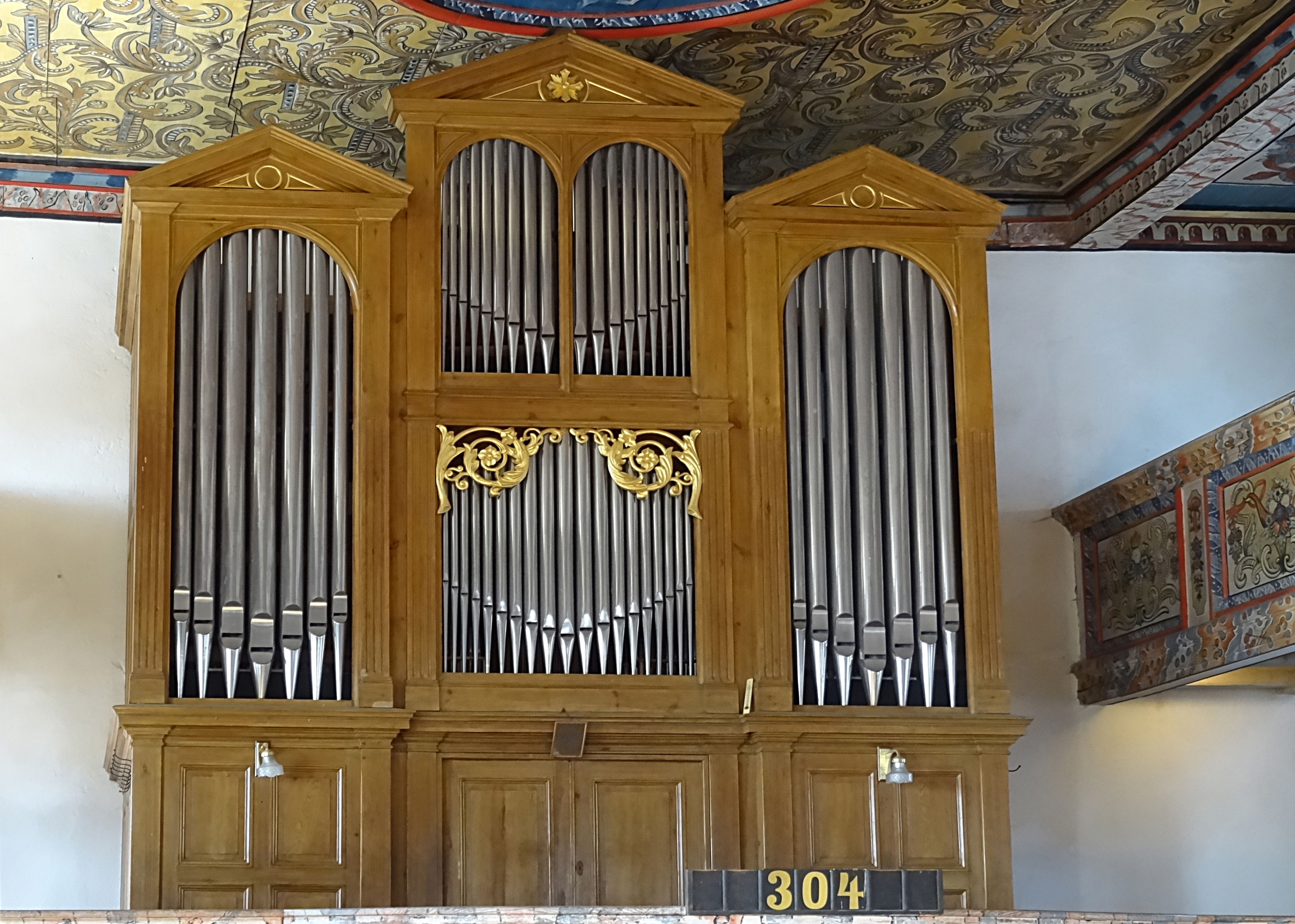
Orgel

Die evangelische Dorfkirche Oberseifersdorf ist eine ursprünglich barocke Saalkirche im Ortsteil Oberseifersdorf von Mittelherwigsdorf im Landkreis Görlitz in Sachsen. Sie gehört zur Kirchengemeinde Siebenkirchen Dittelsdorf im Kirchenbezirk Löbau-Zittau der Evangelisch-Lutherischen Landeskirche Sachsens.

## Geschichte und Architektur
Die Kirche aus dem Jahr 1717 wird zwar im aktuellen Dehio-Handbuch Sachsen I als „Saalkirche mit reizvoller Innenausstattung“ bezeichnet, ist aber objektiv eine dreischiffige Emporenhalle. 
Der Westturm wurde nach einem Blitzschlag im Jahr 1820 neu aufgebaut. Restaurierungen wurden in den Jahren 1884 und 1899 durchgeführt. Das schlichte Bauwerk ist mit halbrundem Ostschluss und einem stattlichen Turm mit achteckigem Glockengeschoss sowie Haube und Laterne gestaltet; die Gliederung des Äußeren erfolgt allein durch Rundbogenfenster.

### Kirchenraum
Hölzerne Pfeiler mit barock geschwungenen Konturen stützen die Emporen und von diesen aus zwei längs verlaufende Unterzüge, die die annähernd gleich hoch gelegenen Decken aller drei Schiffe begrenzen und stützen. Die Spiegeldecke des Mittelschiffs und die Flachdecken der Seitenschiffe sind üppig bemalt, die Unterseiten der Emporen hingegen nicht. Die Orgelempore im Westen liegt ewas tiefer als die unteren Gemeindeemporen. Die südliche ist im Bereich der seitlich aufgestellten Kanzel unterbrochen. Die obere Gemeindeempore ist über dem Altar weitergeführt. An den Stirnseiten des Kirchenraums reicht mit Mittelschiffsdecke bis an die Außenwände, was die Dreischiffigkeit der Halle betont.
Die Ausmalung wurde in den Jahren 1753/54 vom Maler Bernhardt aus Großschönau geschaffen. Auf den Schauseiten der unteren Emporenbrüstungen sind Szenen aus dem Leben Christi gemalt, von der Geburt bis zur Auferstehung sowie das Jüngste Gericht. Die oberen Brüstungen sind mit Blumenornamenten bemalt, die Rahmen der Emporenfelder und die Stützen mit ornamentalem Dekor.

## Ausstattung
Das Hauptstück der Ausstattung ist ein nahezu bis zur Decke reichender Flügelaltar aus Holz, der im Jahr 1751 von Daniel Martin aus Marienthal geschaffen wurde. Das Relief in der Mitte zeigt die Himmelfahrt Christi, seitlich davon je zwei gedrehte Säulen auf hohem Postament; das Ganze wird von einer Strahlenglorie mit der Dreifaltigkeit sowie zwei Figuren eines Altars von 1498 als Assistenzfiguren bekrönt. Die Innenseiten der Altarflügel sind mit den zwölf Aposteln, die Außenseiten mit der Verkündigung und der Geburt Christi rechts sowie der Heimsuchung und von Jesus im Tempel links gestaltet. Die ebenfalls von diesem Altar stammenden Holzfiguren zwischen den Säulen sind Darstellungen der Heiligen Gallus und Martin; parallel dazu sind die barocken Figuren der Apostel Petrus und Paulus aufgestellt. Die Kanzel aus Holz und eine Sandsteintaufe im Chorraum stammen von 1716. Mehrere Grabdenkmale des 17. Jahrhunderts sind außerdem erhalten.
Die Orgel ist ein später verändertes Werk des Orgelbauers Leopold Kohl aus dem Jahr 1864 mit 19 Registern auf zwei Manualen und Pedal.